# Municipio de Strawberry (Kansas)
El municipio de Strawberry (en inglés: Strawberry Township) es un municipio ubicado en el condado de Washington en el estado estadounidense de Kansas. En el año 2010 tenía una población de 126 habitantes y una densidad poblacional de 1,34 personas por km².

## Geografía
El municipio de Strawberry se encuentra ubicado en las coordenadas 39°42′15″N 97°11′26″O / 39.70417, -97.19056. Según la Oficina del Censo de los Estados Unidos, el municipio tiene una superficie total de 93.81 km², de la cual 93,58 km² corresponden a tierra firme y (0,25 %) 0,24 km² es agua.

## Demografía
Según el censo de 2010, había 126 personas residiendo en el municipio de Strawberry. La densidad de población era de 1,34 hab./km². De los 126 habitantes, el municipio de Strawberry estaba compuesto por el 96,03 % blancos, el 3,97 % eran afroamericanos. Del total de la población el 0,79 % eran hispanos o latinos de cualquier raza.